# ورد القزم
الورد القزم أو ورد المُرْقِئة أو الورد الشائك الصغير (Rosa pimpinellifolia)، هو نوع من الورود موطنه غرب ووسط وجنوب أوروبا (شمال أيسلندا والنرويج) وشمال غرب إفريقيا.

## الرمزية
من الناحية الرمزية، يرتبط بشكل خاص باسكتلندا، حيث يتم الإشارة إليه تقليديًا في الشعر والأغاني، وهو نبات أصلي رمزي يأتي في المرتبة الثانية بعد نبات الشوك.

شارة الوردة البيضاء ليورك
علم الأمير تشارلز إدوارد ستيوارت
وردة تيودور